# Otalampi
Otalampi es una localidad finlandesa situada en el municipio de Vihti, con una población de cerca de un mil de habitantes. Al lado del pueblo hay un pequeño lago llamado Otalampi, de donde el pueblo obtuvo su nombre.

## Carreteras
El pueblo está ubicado en la intersección de la carretera nacional finlandesa 25 y la carretera regional finlandesa 120. Hay más de 40 kilómetros desde el pueblo hasta Helsinki, la capital de Finlandia, a lo largo de la carretera regional.